# Al-Bustan (Syria)
Al-Bustan (arab. البستان) – miejscowość w Syrii, w muhafazie Hama. W 2004 roku liczyła 2175 mieszkańców.